# Tonicella
Genre
Tonicella est un genre de mollusques polyplacophores de l'ordre des Chitonida.

## Liste d'espèces
Selon World Register of Marine Species (3 novembre 2024) :
- Tonicella insignis (Reeve, 1847)
- Tonicella lineata (W. Wood, 1815)
- Tonicella lokii R. N. Clark, 1999
- Tonicella marmorea (Fabricius, 1780)
- Tonicella solidior (P. P. Carpenter, 1892)
- Tonicella squamigera Thiele, 1909
- Tonicella submarmorea (Middendorff, 1847)
- Tonicella undocaerulea Sirenko, 1973
- Tonicella venusta R. N. Clark, 1999
- Tonicella zotini Yakovleva, 1952